# Novocaine for the Soul
Novocaine for the Soul är en musiksingel och låt av Eels. Låten kommer från debutalbumet Beautiful Freak. Låten var den första som gav bandet internationella lyssnare. Singeln släpptes år 1997.

## Låtlista
1. Novocaine for the Soul
2. Guest List
3. My Beloved Monster (live from Tennessee)
4. Fucker